# Ammopelmatus muwu
Ammopelmatus muwu is een rechtvleugelig insect uit de familie Stenopelmatidae. De wetenschappelijke naam van deze soort is voor het eerst geldig gepubliceerd in 1981 door Rentz & Weissman.
1. ↑  (en) Ammopelmatus muwu op de IUCN Red List of Threatened Species.